# Мухаммад Макаква
Мухаммад Макаква (д/н — 1884) — 19-й султан Магінданао в 1854—1884 роках.

## Життєпис
Онук султана Каваси, син дату Муси. Замолоду звався Макаква, отримавши згодом титул дату. 1830 року після смерті діда дату муса вступив у протистояння з трон здату Найном та його сином Утонгом. Війна тривала до 1837 року, коли після смерті дату муси за посередництва Іспанії було укладено мирний договір. Макаква відмовлявся відправ на трон. Натомість отримав титул раджи-муди з відповідним володінням.
Після таємничого зникнення султана Іскандара Кудратуллаха Мухаммада оголошений новий султаном, прийнявши ім'я Мухаммад. Звинуватив іспанців у загибелі останнього, почавши з ними війну. Втім проти нього виступив Мапуті, султан Буаяна, частиною колишнього султанату Багу-інгед. Бойові дії переважно велися проти військ на чолі із дату Бангоном (сином Мапуті). Запекла боротьба суттєво послабила султанат Магінданао.
1861 року вимушений був укласти мирний договір з Іспанією, за якою іспанська залога поверталася до Котабато. Поступово іспанський вплив посилювався. 1863 року султан погодився отримувати пенсію від іспанського уряду для себе (1000 песо) і свого сина (800 песо)., фактично визнавши зверхність короля Іспанії. Весь час з деякими перервами точилася війна з султанатом Буаяном.
У 1870-ті роки залежні від султана володіння іспанці поступово підпорядкували собі. Спочатку було завдано поразки правителям Кабунталану і Едтабідану (Таавірану), які вимушені були визнати зверхність Іспанії та зобов'язалися допомогти дату Утто (синові дату Бангона) в отриманні трону Магінданао. Також Джамал уль-Аламу (відомому як Дату Дакула), дату Сібугая, іспанським урядом було надано титул князя Субігаї.
Помер Мухаммад Макаква в Нулінгу 1884 року. Трон спадкував його син Мухаммад Джалал уд-Дін Паблу.